# Глухарчевидна жълтица (защитена местност)
„Глухарчевидна жилтица“ е защитена местност в землището на Вършец. Обхваща площ от 0,8 хектара. Създадена е с цел опазване на растителен вид глухарчевидна жълтица (Leontodon saxatilis Lam.) и неговото местообитание. Територията е обявена за защитена местност през 2012 г. по проект „Пилотна мрежа за малки защитени територии за опазване на растенията в България“.
Опазването на находищата на глухарчевидната жълтица се осъществява от Държавно горско стопанство Берковица и община Вършец. Контролът по спазване на режима на защитената територия се осъществява от Регионална инспекция по околната среда и водите – Монтана.